# Matsu (lớp tàu khu trục)
Tàu khu trục lớp Matsu (松型駆逐艦 Matsu-gata kuchikukan) và Phân lớp Tachibana (橘型駆逐艦 Tachibana-gata kuchikukan) là một lớp tàu khu trục được chế tạo cho Hải quân Đế quốc Nhật Bản. Chúng còn được gọi là Khu trục mẫu D (丁型駆逐艦 Tei-gata kuchikukan)